# Безтрвоги
Безтрвоги (пол. Beztrwogi) — польский дворянский герб.

## Описание
В голубом поле с золотым ободком два меча на кресте, острием вверх; в точке соединения горящая граната. В навершии шлема воткнутый меч. Герб Безтрвоги Липинского внесен в Часть 1 Гербовника дворянских родов Царства Польского, стр. 195

## Герб используют
Герб вместе с потомственным дворянством Всемилостивейше пожалован Советнику Люблинского Губернского Правления Вильгельму Иванову сыну Липинскому, Высочайшею Грамотою Государя Императора и Царя НИКОЛАЯ I, в 21 Марта (2 Апреля) 1844 г. данною по силе статьи 4 и 3-го пункта 16-й Положения о дворянстве 1836 года.
Есть другие, старинные польские роды Липинских:
- Липинские герба Бродзиц (ГЦП I,100)
- Липинские герба Гоздава (ГЦП) II,57)
- Липинские герба Пржияцель (Пшыячель)